# なつかしい風来坊

『なつかしい風来坊』

『なつかしい風来坊』（なつかしいふうらいぼう）は、1966年に、松竹が制作、公開した山田洋次監督の映画。ブルーリボン賞「主演男優賞（ハナ肇）」と「監督賞」を受賞した、初期の山田洋次作品ではもっとも評価の高い作品とされる。

## ストーリー
茅ヶ崎の一戸建てで家族と暮らしている民生省衛生局防疫課課長補佐民生技官（医師）の早乙女良吉（演：有島一郎）は東京からの電車通勤の帰り、茅ヶ崎駅前のタクシー乗り場でふとした事から日雇い労務者の伴源五郎（演：ハナ肇）と意気投合し、一晩家に泊める。それ以来、源五郎は気味悪がる良吉の妻や娘にお構いなしに頻繁に良吉の家を訪れるようになる。粗野でガサツだが頼りになる面を持つ源五郎に、当初から気に入っていた良吉や小学生の息子だけでなく、妻や娘も次第に一目置くようになる。そんなある日、自殺を図った愛子という娘を源五郎が担ぎ込んでくる。優しくよく気がつく愛子は良吉の家族にも好かれ、お手伝いとして働くこととなる。そんな愛子を好きになった源五郎は、良吉の手配で愛子と映画を見に行く。その帰り、公園で思わず手を握ろうとした源五郎に驚いた愛子は、誤って公園内の小さな穴に転げ落ち、助け起こそうとして源五郎が手を差し伸べると洋服が破けてしまい、まるで乱暴されたかのような様相となってしまった。良吉や愛子をかばった源五郎は、他に余罪があったこともあり警察に逮捕されてしまう。しばらくして愛子も家を出て行ってしまうが……。

## スタッフ
- 監督：山田洋次
- 製作：脇田茂
- 脚本：山田洋次、森﨑東
- 撮影：高羽哲夫
- 美術：重田重盛
- 音楽：木下忠司
- 照明：青木好文
- 編集：浦岡敬一
- 録音：飯島陸夫
- 調音：佐藤広文
- 監督助手：大嶺俊順
- 装置：中村良三
- 進行：福山正幸
- 現像：東京現像所
- 製作主任：沼尾鈞
- 現像：東京現像所
- 映倫：14690

スタッフ本編クレジット表記順

## キャスト
- 伴源五郎：ハナ肇
- 風見愛子：倍賞千恵子
- 早乙女良吉：有島一郎（東宝）
- 妻・早乙女絹子：中北千枝子
- 娘・早乙女房子：真山知子
- 隣の奥さん：久里千春
- 伊達一郎：山口崇
- 林局長（民生省衛生局）：松村達雄
- 吉川課長補佐：市村俊幸
- 中年の巡査：桜井センリ
- 押売りの男：犬塚弘
- 刑事：高原駿雄
- 防疫課長：鈴木瑞穂
- 鉄道公安官：穂積隆信
- 防疫課員A：内藤安彦
- 防疫課員B：水科慶子
- 湘南電車の乗客：武智豊子
- 車に乗ったチンピラたち：：じん弘とスリーポインツ
- 息子・早乙女学：山尾哲彦（こじか）
- 山吉鴻作
- 和地広幸
- 南泰介
- 川島照満
- 林局長の秘書：川村禾門

本編クレジット表記順

## その他
- 伴源五郎（演：ハナ肇）と早乙女良吉（演：有島一郎）が劇中何度か歌っている歌は、灰田勝彦「燦めく星座」（昭和15年）。
- 源五郎と良吉が茅ヶ崎の海岸で釣りをするシーンで、本作制作・公開の前年である1965年に開業したばかりのパシフィックホテル茅ヶ崎が、二人の背後に小さく映り込んでいる。